# John Raoul Hamilton
John Raoul Hamilton, född 13 december 1834 i Huseby, död 21 juni 1904 i Stockholm, var en svensk greve och militär.

## Biografi
Hamilton blev underlöjtnant vid Wendes artilleriregemente 1854, kapten där 1866, major 1882, överstelöjtnant 1887, överste och regementschef för Göta artilleriregemente, generalmajor 1897, generalfälttygmästare och inspektör för artilleriet 1898 samt erhöll avsked 1902. 
Han var 1885 och 1886 chef för artilleriets båda skjutskolor och medverkade aktivt till utvecklingen av svensk skjutundervisning. Under Göteborgstiden var han kommendant och ledamot av stadsfullmäktige. 
Hamilton invaldes som ledamot av Vetenskaps- och Vitterhetssamhället i Göteborg 1888) och av Krigsvetenskapsakademien 1890. Han blev riddare av Svärdsorden 1874, kommendör av andra klassen av samma orden 1892 och kommendör av första klassen 1895.

### Familj
Hamilton figte sig 14 mars 1876 på Karlsberg vid Västerås med grevinnan Ulrika Ottiliana Lewenhaupt (född 1856), dotter till greve Carl Gustaf Lewenahupt och friherrinnan Charlotta Elisabet von Essen. De fick tillsammans barnen Eva Elisabet Jacquette Hamilton (född 1877) som var gift med lasarettsläkaren Carl Adlercreutz, Johan William Hugo Hamilton (född 1877),  kaptenen Malkolm Raoul Hamilton (född 1880), kaptenen Carl-Gustaf Hamilton (född 1882), Lilian Charlotte Hamilton (född 1883), ryttmästaren Johan Axel Valter Hamilton (född 1886), hovfröken Anna Hedvig Ulrika Hamilton (född 1889) som var gift med Bo von Stockenström och Margareta Hamilton (född 1893) som var gift med Wilhelm Tham.